# Winterstein (Simmelsdorf)

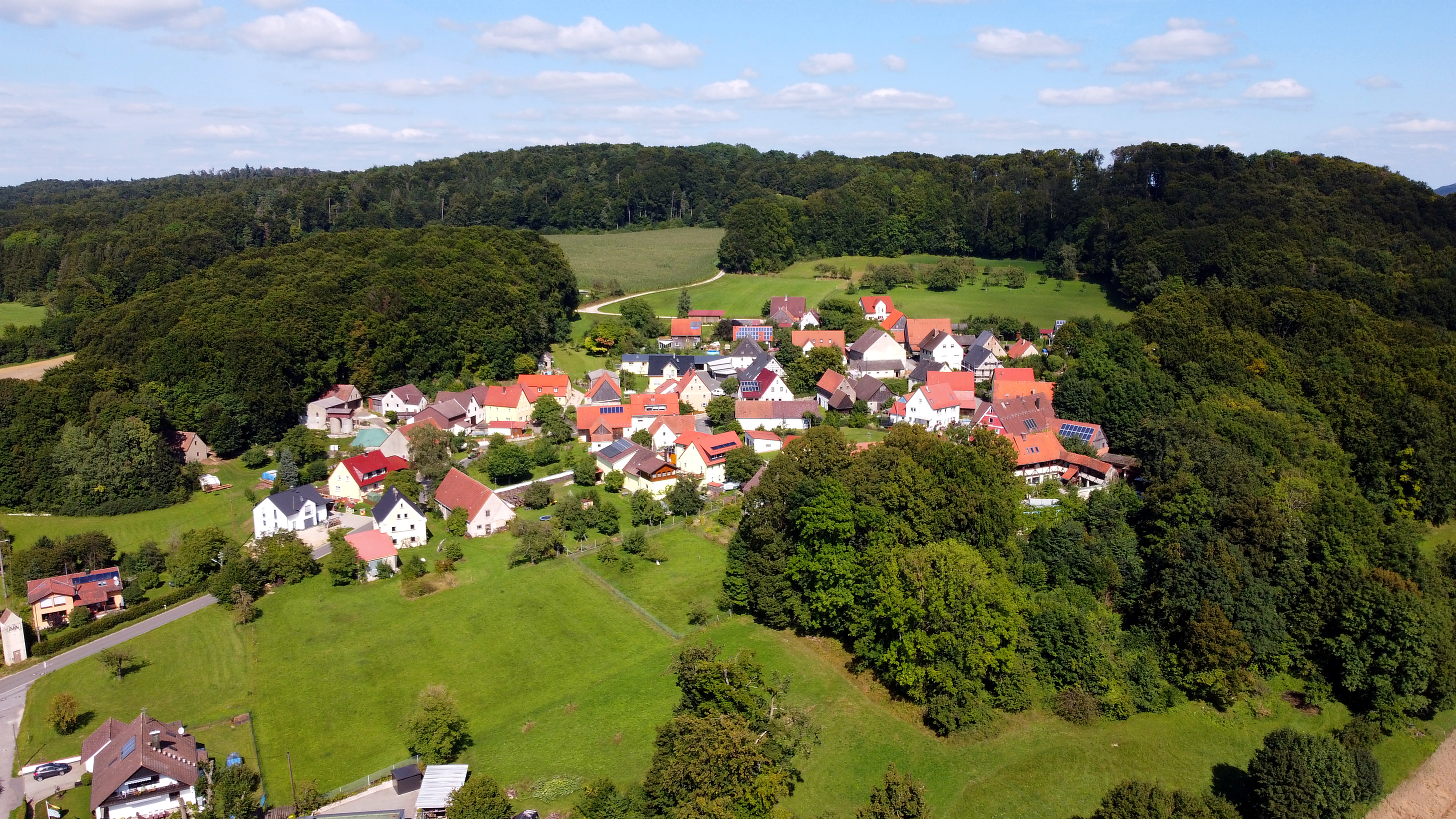
Luftbild von Winterstein

Winterstein ist ein Gemeindeteil der Gemeinde Simmelsdorf im Landkreis Nürnberger Land (Mittelfranken, Bayern). Winterstein liegt in der Gemarkung Großengsee.

## Geografie
Das Dorf liegt etwa vier Kilometer nördlich von Simmelsdorf am Westhang des 604 Meter hohen Berghügels Vogelherd. Die Kreisstraße LAU 3 führt zur Staatsstraße 2241 (0,8 km westlich) bzw. nach Großengsee (2 km nordöstlich).

## Geschichte
Das ehemalige Rittergut wurde 1326 erstmals erwähnt. Die oberhalb des Ortes gelegene Burganlage befindet sich im Besitz der Familie Tucher, seit diese sie 1662 von den Herren Lochner von Hüttenbach erworben hatten. Vorher war es im Besitz eines Adelsgeschlechtes Winterstein. Von der Burganlage sind heute nur noch wenige Überreste erhalten, so etwa das Torhaus, die Teile eines Eckturmes und die Außenmauern des Palas.
Mit dem Gemeindeedikt (frühes 19. Jahrhundert) wurde Winterstein der Ruralgemeinde Großengsee zugeordnet. Im Zuge der Gebietsreform in Bayern wurde Winterstein am 1. Juli 1972 in die Gemeinde Simmelsdorf eingegliedert.

## Baudenkmäler

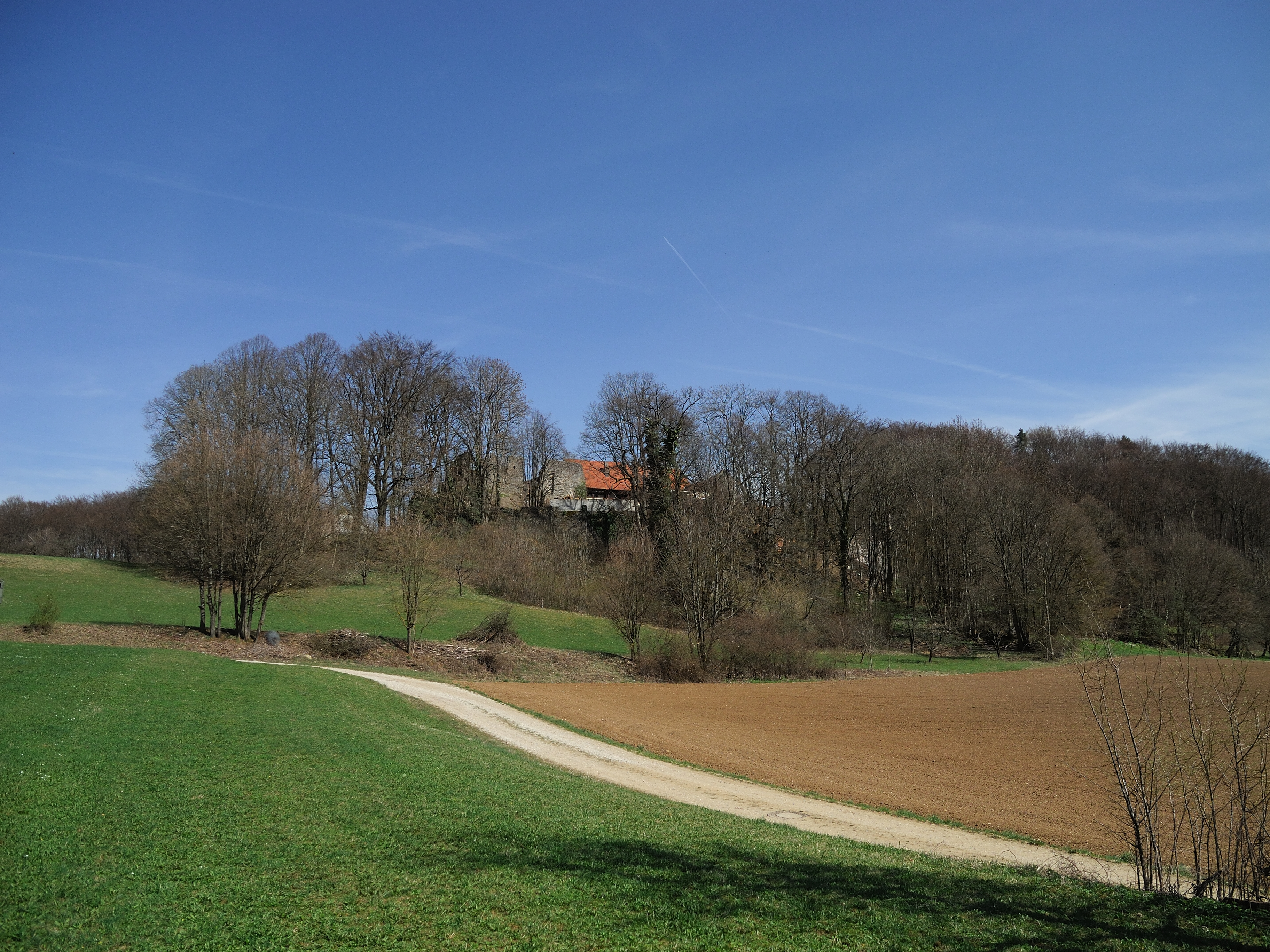
Die Burgruine Wildenstein

In Winterstein befinden sich zwei Baudenkmäler, das bedeutendere ist die Burgruine Winterstein.